# Конкордия
Конкордия е римска богиня на съгласието и семейното разбирателство, еквивалент на гръцката Хармония. Изобразява се с маслинова клонка в едната ръка и рог на изобилието в другата. Нейна противоположност е Дискордия (гръцката Ерида).